# Cream
Cream foi um supergrupo de blues rock do Reino Unido formado por iniciativa do baterista Ginger Baker com o baixista Jack Bruce e o guitarrista Eric Clapton. O seu som é um híbrido de blues, hard rock e rock psicodélico, combinando a técnica apurada de Clapton na guitarra com a poderosa voz e intenso baixo de Jack Bruce e a influência de jazz do baterista Ginger Baker. Wheels of Fire foi o primeiro disco duplo a receber o certificado de vendas de platina no mundo. Cream é largamente considerada como o primeiro notável supergrupo do mundo.
A música do Cream inclui canções baseadas em blues tradicionais, como "Crossroads" e "Spoonful", e blues modernos como "Born Under a Bad Sign", assim como canções mais excêntricas, tais como "Strange Brew", "Tales of Brave Ulysses" e "Toad". Os maiores singles do Cream foram "I Feel Free", "Sunshine of Your Love", "White Room", "Crossroads", and "Badge".
Cream, junto com The Jimi Hendrix Experience, tiveram um impacto significativo na música popular de seu tempo, e, junto com Hendrix, popularizaram o pedal wah-wah. Eles proporcionaram à música um tecnicamente competente aparato musical que influenciou bandas emergentes britânicas como Led Zeppelin, Deep Purple, Jethro Tull, e The Jeff Beck Group, no final da década de 1960. As performances da banda influenciaram bandas de rock progressivo, como Rush, jam bands como The Allman Brothers Band, Grateful Dead, Phish e grupos de heavy metal como o Black Sabbath.
Cream esteve na 16.ª colocação do ranking da VH1 de 100 melhores artistas de hard rock e a revista Rolling Stone os considerou a sexagésima-sexta maior banda (ou artista) de todos os tempos.

## História

### Formação
Por julho de 1966, a carreira de Eric Clapton com os Yardbirds e com os John Mayall's Bluesbreakers deu-lhe uma reputação como o melhor guitarrista de blues do Reino Unido. A virtuosidade e o poder de Clapton com seu instrumento inspiraram um fã a escrever com tinta spray as palavras "Clapton is God" ("Clapton é Deus", em tradução literal) numa parede da estação de metrô de Islington. Clapton, entretanto, achava o ambiente da banda de Mayall confinante e queria tocar num novo grupo.
Em 1966, Clapton encontrou Baker, então o líder da Graham Bond Organisation, a qual, a certo momento, apresentava Jack Bruce no baixo, gaita e piano. Baker também se sentia sufocado no GBO e estava cansado do vício em drogas e dos ataques de instabilidade mental de Graham Bond. "Eu sempre gostei de Ginger", explicou Clapton. "Ginger veio ver-me tocar com John Mayall. Depois da apresentação, ele deu-me boleia de volta para Londres no seu Rover. Eu estava muito impressionado com o seu carro e a sua condução. Dizia-me que queria começar uma banda e eu também tinha pensado sobre isso.". Cada um estava impressionado com as habilidades do outro, levando Baker a perguntar a Clapton se ele se queria  juntar ao seu novo grupo, então sem nome. Clapton imediatamente aceitou, com a condição de que Baker contratasse Jack Bruce para seu o baixista; de acordo com Clapton, Baker ficou tão surpreso com a sugestão que quase bateu o carro.
Clapton teve um encontro com Bruce quando o baixista/vocalista tocou com os Bluesbreakers, em março de 1966; os dois também tinham trabalhado juntos na banda Eric Clapton's Powerhouse (que também incluiu Steve Winwood e Paul Jones). Impressionado com o vocal e a técnica de Bruce, Clapton queria trabalhar com ele com uma base contínua.
O que Clapton não sabia era que enquanto Bruce estava na banda de Bond, ele e Baker eram notórios por suas desavenças. Apesar de serem ambos  excelentes músicos de jazz, respeitavam a habilidade um do outro, os limites da GBO  provaram-se muito pequenos para seus egos. A sua volatilidade incluía brigas no palco e sabotagem de um aos intrumentos do outro. Depois de Baker ter demitido Bruce da banda, Bruce continuou a chegar para apresentações; ultimamente, Bruce saindo fora da banda depois de Baker tê-lo ameaçado com uma faca. Apesar disso, Baker e Bruce podiam colocar as suas diferenças de lado para o bem do novo trio de Baker, o qual ele vislumbrou como colaborativo, com cada um dos membros colaborando para as músicas e letras. A banda foi nomeada como "Cream", já que Clapton, Bruce e Baker eram já considerados o "creme da cobertura" entre músicos de blues e jazz na emergente cena musical do Reino Unido. Depois de decidirem acerca de "Cream", a banda considerou serem eles mesmos "Sweet 'n' Sour Rock 'n' Roll" ("Doce e Ácido Rock 'n' Roll"). Do trio, Clapton tinha a maior fama na Inglaterra; contudo, era desconhecido nos Estados Unidos, tendo deixado os The Yardbirds antes de ser lançada a canção "For Your Love", hit no Top Ten Americano.
Cream fez a sua estreia não oficial no Twisted Wheel em 29 de julho de 1966. A estreia oficial veio duas noites depois, no Sexto Anual Festival de Jazz & Blues de Windsor. Sendo novo e com algumas canções originais, Cream levou a cabo o espírito do blues que excitaram a grande multidão, ganhando uma recepção calorosa. Em outubro, a banda também teve a chance de fazer um jam com Jimi Hendrix, que tinha recentemente chegado a Londres. Hendrix era um fã da música de Clapton e queria uma ter uma oportunidade de tocar com ele no palco. Hendrix foi apresentado à banda através de Chas Chandler, o baixista dos Animals, que era o empresário de Hendrix.
Foi durante a nova formação que o grupo decidiu que Bruce seria o vocalista do grupo. Apesar de Clapton ser tímido para cantar, ele, algum tempo depois, pegou o vocal da banda em algumas notáveis canções, incluindo "Four Until Late", "Strange Brew",
"Crossroads", e "Badge".

### Fresh Cream
O álbum de estreia do Cream, Fresh Cream, foi gravado e lançado em 1966.  Atingiu o número seis nas listas do Reino Unido e o trinta e nove nos Estados Unidos. É principalmente constituído por covers de blues, incluindo "Four Until Late", "Rollin' and Tumblin'" (escrito por Muddy Waters), "Spoonful" (escrito por Willie Dixon e gravado por Howlin' Wolf), "I'm So Glad" e "Cat's Squirrel".
O resto do álbum apresenta canções escritas ou co-escritas por Jack Bruce, mais notavelmente "I Feel Free" (a qual foi um single no Reino Unido, mas foi apenas incluído na versão americana do LP), e duas por Ginger Baker (uma das quais, "Toad", continha um dos primeiros exemplos de solo de bateria no rock). Ginger Baker também colaborou com a então esposa de Jack Bruce, Janet Godfrey, enquanto escrevia Sweet Wine.
Os primeiros bootlegs do Cream mostravam uma banda pretendendo mostrar novas canções. Todas eram razoavelmente pequenas versões de "N.S.U.", "Sweet Wine" e "Toad". Mas apenas dois meses depois, a setlist apresentava músicas mais longas.

### Disraeli Gears
O Cream visitou pela primeira vez os Estados Unidos em março de 1967 para tocar em nove datas no RKO Theater, em Nova Iorque. Eles agendaram para gravar Disraeli Gears em Nova Iorque entre 11 e 15 de maio de 1967. O segundo álbum do Cream foi lançado em novembro de 1967 e atingiu o Top 5 das listas nos dois lados do Atlântico. Produzido por Felix Pappalardi (que depois co-fundou o quarteto Mountain, influenciado pelo Cream) e pelo engenheiro Tom Dowd, foi gravado nos Atlantic Studios, em Nova Iorque. Disraeli Gears é frequentemente considerado como sendo um esforço de definição da banda, misturando com sucesso o rock psicodélico britânico com o blues americano. Também foi o primeiro álbum do Cream consitituído primariamente por canções originais, com apenas três das onze faixas escritos por pessoas que não eram da banda. Disraeli Gears não apenas traz hits como "Strange Brew" e "Tales of Brave Ulysses", mas também "Sunshine of Your Love".
Apesar de ser considerado um dos melhores álbuns da Cream, ele nunca foi tocado por muito tempo nos sets ao vivo da banda. Apesar das consistentes "Tales of Brave Ulysses" e "Sunshine of Your Love", uma setlist contendo algumas das canções de Disraeli Gears foi rapidamente retirado do set na metade de 1967, favorecendo ao aparecimento de longos jams ao invés de pequenas canções pop. "We're Going Wrong" foi a única música adicional para o álbum. Nos seus shows de reunião em Londres em 2005, o Cream tocou apenas três canções do Disraeli Gears: "Outside Woman Blues," "We're Going Wrong," e "Sunshine of Your Love."
Em agosto de 1967, o Cream fez seus primeiros shows amplamente divulgados nos Estados Unidos, tocando no Fillmore West, em San Francisco, pela primeira vez. Os concertos foram um grande sucesso e provaram uma grande influência na banda da cena hippy que o cercava. Encontrando uma nova audiência, foi durante essa época que o Cream começou a estender-se no palco, fazendo mais jams, com algumas músicas chegando a vinte minutos. Longos jams são encontrados em "Spoonful", "N.S.U." e "Sweet Wine" e se tornaram os favoritos de serem tocados ao vivo, enquanto "Sunshine of Your Love", "Crossroads", e "Tales of Brave Ulysses" continuaram razoavelmente curtos.

### Wheels of Fire
Em 1968, veio o terceiro álbum do Cream, Wheels of Fire, que chegou ao topo das listas americanas. As gravações de estúdio de Wheels of Fire mostraram que o Cream estava movendo-se lentamente para fora do blues em direção a um estilo semi-rock progressivo destacado pelas marcas de tempo e vários instrumentos de orquestra. Entretanto, a banda gravou "Sitting on Top of the World", de Howlin' Wolf e "Born Under A Bad Sign", de Albert King . De acordo com uma entrevista à  BBC concedida por Clapton, a gravadora os pediu para fazer um cover de "Born Under a Bad Sign", que se tornara popular . A canção de abertura "White Room", tornou-se um hit nas rádios. Outra música, "Politician", foi escrita pela banda esquanto esperavam para fazer uma apresentação ao vivo na BBC. O segundo disco do álbum apresentava três gravações ao vivo no Winterland Ballroom e uma no Fillmore. O segundo solo de Eric Clapton em "Crossroads" é tido como entre os vinte melhores solos de listas. "Toad", escrita por Ginger Baker, é agora considerada como um dos melhores solos de bateria ao vivo da história do rock.
Depois de Wheels of Fire ser completado, na metade de 1968, os membros da banda já estavam cansados e queriam ir cada um para seu caminho. Como Baker diria em uma entrevista em 2006 à revista Music Mart, "Foi apenas chegar àquele ponto que o Eric me disse: 'Eu já me bastei', e eu disse que eu também. Eu não poderia suportar isso. O último ano com o Cream foi agonizante. Ele causou danos permanentes à minha audição e hoje eu ainda tenho problemas de audição por causa do volume que por todo aquele ano no Cream. Mas eu não comecei daquele jeito. Em 1966, era ótimo. Era realmente uma maravilhosa experiência musical e  aquilo foi para o domínio da estupidez". Além disso, o relacionamente instável de Bruce e Baker se provou ainda pior como resultado da força para se pôr a banda em turnês permanentes, forçando Clapton a assumir o papel de pacificador permanente.
Clapton também caiu na fala do antigo grupo de apoio de Bob Dylan, agora conhecido como The Band, e o seu álbum de estreia, Music from Big Pink, que provou ser as boas-vindas de ar fresco em comparação ao incenso e à psicodelia que envolviam o Cream. Outrossim, ele havia lido uma contundente crítica ao Cream na revista Rolling Stone, uma publicação que ele muito admirava, em que o crítico Jon Landau, chamava-o de "mestre do clichê do blues". Isso estava atrás de um artigo em que Clapton admitia que queria acabar com o Cream e perseguir uma direção musical diferente.
No começo da turnê de despedida, em 4 de outubro de 1968, em Oakland, a maior parte do setlist consistia em canções de Wheels of Fire: "White Room", "Politician", "Crossroads", "Spoonful", "Deserted Cities of the Heart", e "Passing the Time" tomando o lugar de "Toad" no solo de bateria. "Passing the Time" e "Deserted Cities" foram rapidamente removidas e substituídas por "Sitting on Top of the World" e "Toad".

### Goodbye
O Cream foi persuadido a fazer um álbum final. Aquele álbum, apropriadamente chamado de Goodbye (Adeus), foi gravado no final de 1968 e lançado no começo do ano seguinte, antes da banda se separar. Ele apresentou seis canções: três gravadas ao vivo em um show The Forum, em Los Angeles, Califórnia, em 19 de outubro e três novas gravações de estúdio (a mais notável, "Badge", foi escrita por Eric Clapton e George Harrison, que também tocou a guitarra base). "I'm So Glad", que primeiramente apareceu como uma gravação de estúdio no Fresh Cream, era agora uma faixa ao vivo em Goodbye. Foi a única canção a aparecer no primeiro e também no último álbum do Cream.
A "turnê de despedida" do Cream consistiu de vinte e dois shows em dezenove locais nos Estados Unidos entre 4 de outubro e 4 de novembro de 1968 e dois concertos finais de despedida no Royal Albert Hall em 26 de novembro de 1968. Inicialmente, outro álbum duplo estava planejado trazendo material ao vivo dessa turnê, mais novas faixas de estúdio e mais um álbum simples, Goodbye. A apresentação final ocorreu no Rhode Island Auditorium, em 4 de novembro de 1968.
Os dois concertos do Royal Albert Hall foram filmados para um documentário da BBC e lançados em vídeo (e depois DVD) como Farewell Concert. Ambos os shows tiveram as entradas esgotadas e atraíram mais atenção que qualquer outro concerto do Cream, mas a sua performance foi considerada por muitos como abaixo do padrão. Baker disse dos concertos: "Não foi uma boa apresentação... O Cream era melhor que aquilo... Nós sabíamos que estava tudo acabado. Nós sabíamos que nós estávamos apenas finalizando tudo aquilo, acabando com aquilo". As performances ao vivo do Cream já estavam declinando. Em uma entrevista do Cream: Classic Artists, Ginger Baker concordou que a banda estava piorando a cada minuto.
Os atos que se apoiaram no Cream foram Taste (apresentando um jovem Rory Gallagher) e a recém formada Yes, que recebeu boas críticas. Três apresentações antes de shows do Cream na turnê de encerramento foram feitas pela Deep Purple.  Purple tinha originalmente concordado em abrir todos os shows nos Estados Unidos, mas o empresário do Cream tirou a Purple depois de três shows, apesar de críticas favoráveis e uma boa harmonia entre as bandas.

### O fim da banda
Desde a sua criação, o Cream enfrentava alguns problemas fundamentais que depois se tornariam capitais para a sua dissolução, em novembro de 1968. A rivalidade entre Bruce e Baker criava tensões na banda. Clapton também sentia que os membros da banda não deveriam ouvir muito os outros. Clapton certa vez contou uma história que quando o Cream estava tocando em um concerto, ele parou de tocar e nem Baker nem Bruce perceberam! Clapton também comentou que as últimas apresentações do Cream consistiam principalmente em seus membros se exibirem. A banda decidiu que se desfaria em maio de 1968, durante uma turnê nos Estados Unidos. Mais tarde, em julho, foi feito um anúncio oficial de que a banda acabaria depois de uma derradeira turnê nos Estados Unidos e depois de fazer dois concertos em Londres. O Cream encerrou sua turnê nos Estados Unidos em 4 de novembro, tocando em Rhode Island e se apresentou pela última vez no Reino Unido em 25 e 26 de novembro.

## Pós-Cream

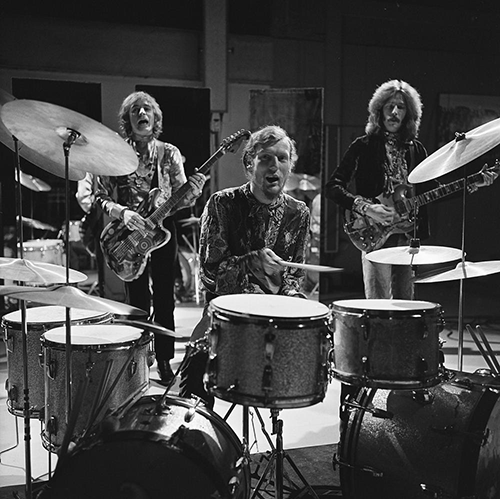
Cream performing on the Dutch television program Fanclub in 1968.

A banda Blind Faith foi formada imediatamente após o fim da Cream. Ela partiu de uma tentativa de Eric Clapton de recrutar Steve Winwood ao grupo, na expectativa de que ele ajudaria como um amortecedor entre Bruce e Baker. Posteriormente, Eric foi tocar em bandas com menos improvisações musicais e baseadas em canções, como eram Delaney & Bonnie, Derek and the Dominos e a sua própria longa e variada carreira solo.
Jack Bruce começou uma variada e bem-sucedida carreira solo em 1969 com o lançamento de Songs for a Tailor, enquanto Ginger Baker formou um conjunto de jazz-fusion chamado Ginger Baker's Air Force, que apresentava Winwood, o baixista da Blind Faith Rick Grech, Graham Bond no sax e o guitarrista Denny Laine da Moody Blues e depois da Wings.

## Reuniões

### Rock and Roll Hall of Fame
Em 1993, o Cream foi introduzido na Rock and Roll Hall of Fame e colocou de lado as suas diferenças para se apresentar na cerimônia de posse. Inicialmente o trio estava cauteloso sobre o concerto, até que foram encorajados pelas palavras de Robbie Robertson. O resultado final foi um set incendiário constituído por "Sunshine of Your Love", "Crossroads", e "Born Under a Bad Sign" - curiosamente, a banda nunca havia tocada esta canção ao vivo durante a sua fase original. Clapton mencionou no seu discurso de aceitação que o seu ensaio no dia anterior ao da apresentação marcou a primeira vez que tocaram juntos em vinte e cinco anos. Esta apresentação gerou rumores de que haveria uma turnê de reunião da banda. Bruce e Baker foram admitir em entrevistas posteriores que estavam, de fato, interessados em excursionar com o Cream. Uma reunião formal não ocorreu imediatamente, já que Clapton, Bruce e Baker continuaram projetos na suas carreiras solo, apesar de que estes trabalhariam juntos novamente na metade dos anos 1990 formando o power trio BBM com o guitarrista irlandês de blues-rock Gary Moore.

### 2005
Em 2004, foi anunciado oficialmente que o Cream finalmente se reuniria para uma série de quatro apresentações, em 2, 3, 5 e 6 de maio de 2005, no Royal Albert Hall, em Londres, o local dos seus shows finais em 1968. O mais surpreendente foi que a reunião veio pelo pedido de Clapton: apesar de os três músicos escolherem não falar publicamente sobre os shows, Clapton depois diria que ele tronou-se mais "generoso" em consideração ao seu passado, e que a saúde física de Bruce e Baker foi o maior fator: Bruce tinha recentemente passado por um transplante de fígado por causa de um câncer de fígado, e quase perdeu a sua vida, enquanto Baker teve uma artrite severa.
As performances foram gravadas para um CD e um DVD ao vivo. Na plateia, estavam Paul McCartney e Ringo Starr, Steve Winwood, Roger Waters, Brian May do Queen, Jimmy Page do Led Zeppelin, John Frusciante e também Mick Taylor e Bill Wyman, ex-integrantes dos Rolling Stones. A reunião marcou a primeira vez que a banda tocou "Badge" e "Pressed Rat and Warthog" ao vivo.
A reunião no Royal Albert Hall provou um sucesso em nível tanto pessoal quanto financeiro, inspirando a banda a se apresentar nos Estados Unidos. Por razões desconhecidas, o Cream escolheu tocar em apenas um local, o Madison Square Garden em Nova Iorque, de 24 a 26 de outubro de 2005.
Fãs da banda esperaram por uma turnê maior, mas ela não se confirmou. Em uma entrevista com Jack Bruce em dezembro de 2005, veiculada pela revista Bass Player, o baixista insinuou que gostaria de ver o Cream continuando em um caminho ou outro, possivelmente na forma de um novo álbum, mas aquela turnê estava fora de questão: "Seria um considerável desafio tentar criar músicas que enfrentassem as canções clássicas. Eu já tenho algumas ideias - de fato, eu escrevi uma canção ontem que eu penso que funcionará. Eu só não sei se isso acontecerá, porque nós todos sentimos que a banda é tão especial que não queremos fazer isso tão frequentemente, se continuarmos. Nós tivemos ofertas que você não acreditaria - eu não acredito - para longas turnês pelo mundo, e elas são tentadoras. Mas nenhum de nós quer aceitá-las, porque isso retiraria a natureza rara e especial de ficar juntos. Eu gostaria de fazer isso agora e novamente e apenas tocar em algum lugar, mas nós não conseguiríamos fazer um álbum entre isso, e eu vou sugerir isso..."

### 2006-presente
Em fevereiro de 2006, o Cream recebeu um Grammy Lifetime Achievement Award em reconhecimento pela sua contribuição e influência sobre a música moderna. Naquele mesmo mês, um DVD "Classic Albums" foi lançado detalhando a história por trás da criação e da gravação de Disraeli Gears. Na véspera da cerimônia do Grammy, Bruce confirmou publicamente que mais apresentações do Cream haviam sido planejadas: múltiplas datas em algumas cidades, com shows similares aos de Royal Albert Hall e de Madison Square Garden. Entretanto, a história foi negada por Clapton e Baker, primeiramente por esse em um artigo no Times de abril de 2006. O artigo relatava que quando perguntado sobre o Cream, Clapton disse: "Não. Não por mim. Nós fizemos isso e foi divertido. Mas a vida é muito curta e eu tenho muitas outras coisas que eu preferiria fazer, incluindo ficar em casa com os meus filhos. A coisa sobre a banda, ele fala, foi que isso foi tudo feito com seus limites...foi uma experiência". Em uma entrevista a revista de música britânica Music Mart, sobre o lançamento de um DVD sobre a apresentação da Blind Faith em Hyde Park em 1969, Baker comentou sobre a sua indisponibilidade de continuar com a reunião do Cream. Esses comentários foram mais específicos e explosivos do que os de Clapton, assim como mais centrado nas relações com Jack Bruce. Ginger falou, "Quando ele é o Dr. Jekyll ele é bom... É quando ele é o Mr. Hyde que ele não é. E eu estou com medo que ele ainda seja o mesmo. Eu vou contar para você isso - não haverá nunca mais apresentações do Cream, porque ele foi o Mr. Hyde em Nova Iorque no ano passado."
Quando questionado para que elaborasse, Baker replicou: "Oh, ele gritou comigo no palco, ele colocou seu baixo tão alto que me atordoou na primeira apresentação. O que ele faz é que ele se desculpa e se desculpa, mas eu estou com medo, para fazer isso em uma apresentação da reunião do Cream, aquele foi o fim. Ele matou a mágica, e Nova Iorque foi como 1968... Foi só um terminar a apresentação, pegar o dinheiro num tipo de negócio. Eu estava absolutamente assombrado. Eu digo, ele demonstrou por que ele foi tirado da Graham Bond e por que o Cream não durou muito no palco em Nova Iorque. Eu não queria fazer isso em primeiro lugar simplesmente por causa de como Jack estava. Eu tinha trabalhado com ele algumas vezes desde o Cream, e eu prometi a mim mesmo que e nunca mais trabalharia com ele novamente. Quando Eric primeiramente veio com a ideia, eu disse não, e então ele me telefonou e afinal me convenceu a fazer isso. Eu estava no meu melhor comportamento e fiz de tudo que eu poderia fazer as coisas irem tão calmas quanto o possível, e eu estava realmente simpático para com Jack."
Em 25 de outubro de 2014, foi anunciada a morte do baixista Jack Bruce, aos 71 anos.

## Integrantes
- Eric Clapton (30 de março de 1945 –) - guitarra
- Jack Bruce (14 de maio de 1943 – 25 de outubro de 2014) - baixo e vocal
- Ginger Baker (19 de agosto de 1939 – 6 de outubro de 2019) - bateria e voz

## Discografia
- Fresh Cream (1966)
- Disraeli Gears (1967)
- Wheels of Fire (1968)
- Goodbye (1969)

## Prêmios e Honras
- O programa Extrato MTV considerou Cream o melhor Power Trio da história.